# 東龍洲炮台特別地區

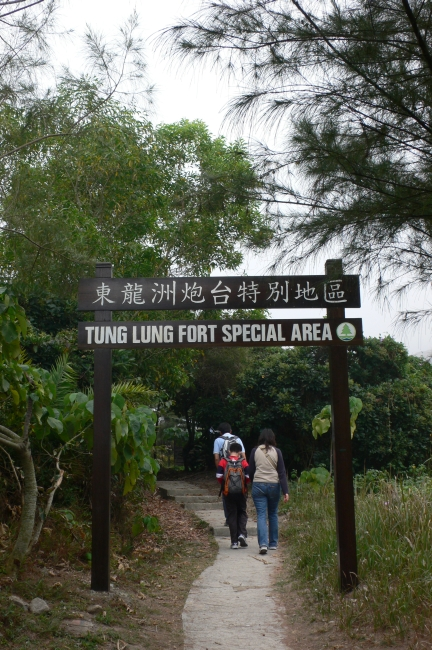
東龍洲炮台特別地區入口

東龍洲炮台特別地區（劃定於1979年6月22日）是一個位於香港新界西貢區東南部東龍洲的特別地區，佔地3公頃。該自然護理區是香港的第二個特別地區。
東龍島炮台特別地區內，有東龍洲炮台的遺址。